# Rifte Albertino

Mapa da região mostrando o Rifte Albertino a oeste.

O Rifte Albertino ou Falha Albertina é o ramo ocidental do Rifte Africano Oriental, no Grande Vale do Rifte, cobrindo partes de Uganda, República Democrática do Congo, Ruanda, Burundi, Zâmbia e Tanzânia. Estende-se desde o extremo norte do lago Alberto até o extremo sul do lago Tanganica. O termo Rifte Albertino para o acidente geográfico inclui o conjunto de vales e as montanhas circundantes.

## Geologia
O Rifte Albertino, os vales, os lagos, os rios e as montanhas são o resultado de movimentos tectônicos que estão gradualmente separando a placa Somali do resto da placa Africana. As montanhas que cercam o rifte são compostas por rochas erguidas do embasamento pré-cambriano, sobrepostas por rochas vulcânicas recentes.

### Lagos e rios
A parte norte da falha é atravessada por duas grandes cadeias de montanhas, as montanhas Ruvenzori, entre o lago Alberto e o lago Eduardo, e as montanhas Virunga, entre o lago Eduardo e o lago Quivu. As Virungas formam uma barreira entre a bacia do Nilo ao norte e leste e a bacia do Congo a oeste e sul. O lago Eduardo é alimentado por vários grandes rios, sendo o rio Rutshuru (ou Ruchuro) um deles, e drena para o norte através do rio Semliki (ou Semulique) no lago Alberto. O Nilo Vitória flui do lago Vitória para o extremo norte do lago Alberto e sai como o Nilo Branco de um ponto ligeiramente a oeste, fluindo para o norte até o Mediterrâneo.
Ao sul das Virungas, o lago Quivu drena para o sul no lago Tanganica através do rio Ruzizi. O lago Tanganica então deságua no rio Congo através do rio Lukuga (ou Logumba). É possível que o atual sistema hidrológico tenha sido estabelecido muito recentemente quando os vulcões Virungas entraram em erupção e bloquearam o fluxo de água do norte do lago Quivu para o lago Eduardo, fazendo com que ele descarregasse para o sul, no lago Tanganica. Antes disso, o lago Tanganica, ou sub-bacias separadas no que hoje é o lago, poderia não ter outra saída além da evaporação. O Lukuga formou-se há relativamente pouco tempo, proporcionando uma rota através da qual espécies aquáticas da bacia do Congo puderam colonizar o lago Tanganica, que anteriormente tinha uma fauna distinta.

### Montanhas
De norte a sul, as montanhas incluem o planalto de Lendu, as montanhas Ruvenzori, as montanhas Virunga e as montanhas Itombué. A faixa cobre uma área de 120 quilômetros de comprimento por 65 quilômetros de largura. Esta faixa inclui: o monte Stanley, com 5.119 metros; o Monte Speke (ou Duvoni), com 4.890 metros, e; o Monte Baker (ou Kiyanja), com 4.843 metros. O Maciço de Virunga ao longo da fronteira entre Ruanda e o Congo-Quinxassa consiste em oito vulcões. Dois deles, o Niamuragira e Niaragongo, ainda são altamente ativos.
Blocos de montanhas isolados mais ao sul incluem o monte Bururi no sul do Burundi, as montanhas Kungwe-Mahale no oeste da Tanzânia e o monte Kabobo e as montanhas Marungu no Congo-Quinxassa, nas margens do lago Tanganica.  A maioria dos maciços se eleva entre 2.000 metros e 3.500 metros.